# Elizabeth Anderton
Elizabeth Anderton (Londra, 28 maggio 1938) è un'ex ballerina e direttrice artistica britannica.

## Biografia
Dopo gli studi alla Sadler's Wells Ballet School, nel 1957 è stata scritturata dal Royal Ballet, di cui è diventata solista nel 1958 e prima ballerina nel 1961.
Ha danzato per diciassette anni al Covent Garden, ricoprendo grandi ruoli del repertorio femminile come Sylvia in Rajmonda. Inoltre ha ballatto in occasione delle prime di diversi balletti, tra cui Sweeney Todd di John Cranko (1959), The Two Pigeons di Frederick Ashton (1961), Knight Errant di Antony Tudor (1968) e Romeo e Giulietta di Rudol'f Nureev (1977).
Dal 1976 ha cominciato a lavorare con il London Festival Ballet, prima come ballerina ospite ed insegnante di balletto, poi come assistente direttrice artistica dal 1979 al 1983 e poi ancora dal 1984 al 1990. Negli anni novanta ha lavorato nuovamente con il Royal Ballet in qualità di maitresse de ballet.